# 哈格雷夫斯冰川
69°46′S 74°20′E / 69.767°S 74.333°E
哈格雷夫斯冰川是南極洲的冰川，位於卡洛琳米科爾森山以西4公里，最終注入桑德爾福德冰灣，以美國海軍空中攝影師命名。